# 1439 Vogtia
1439 Vogtia là một tiểu hành tinh vành đai chính với chu kỳ quỹ đạo 2912.5549077 ngày (7.97 năm).
Nó được phát hiện ngày 11 tháng 10 năm 1937.